# Christian Barilaro
 (octobre 2017).
Christian Barilaro est un homme politique monégasque.

## Biographie
Né le 23 octobre 1965, Christian Barilaro est administrateur de sociétés.
Il est membre du Conseil national de 2013 à 2018.